# 维尔德陶贝
维尔德陶贝是德国图林根州的一个市镇。总面积7.27平方公里，总人口676人，其中男性344人，女性332人（2011年12月31日），人口密度93人/平方公里。